# Musique mandingue

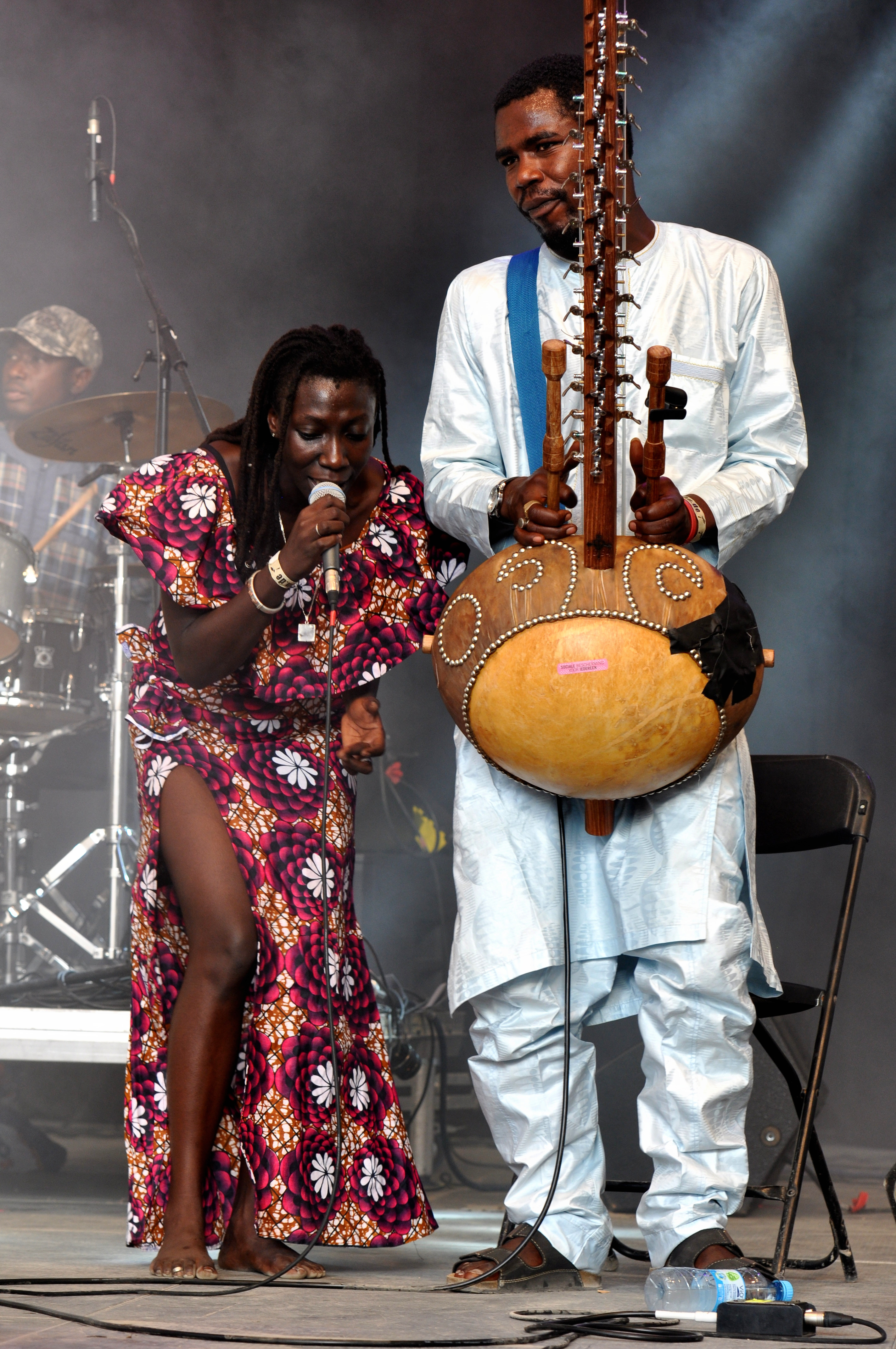
Mariama Kouyaté en concert, en 2015.

La musique mandingue est un genre musical beaucoup utilisé par les artistes de l'ouest du continent africain. C'est un genre propre au peuple de l'ancien empire du Mali et se transmettait par génération dans la famille des griots. Cependant, dès le XVIe siècle, elle commence à évoluer avec les instruments modernes.  

## Histoire
Plusieurs des grands musiciens d'Afrique de l'Ouest sont des griots perpétuant la tradition de leurs ancêtres, chanteurs de génération en génération des généalogies et des louanges des cours royales et des familles nobles de l'ancien empire mandingue ou empire du Mali. Ils sont originaires du Mandé, une région à cheval sur l'est de la Guinée et le sud-ouest du Mali, entre Siguiri, Kéla et Kita, berceau de grandes familles de griots comme les Kouyaté ou les Diabaté.
Les griots, ou djélis, étaient rattachés à une famille (diatigui). Ils jouaient un rôle de mémoire des généalogies des lignages, rappelant les exploits des ancêtres et des figures légendaires de l'empire du Mali, et entretenaient ainsi les histoires identitaires de la société. Ils appelaient à la sagesse, à la raison, et aux règles fondatrices des valeurs de leur société. Ils jouaient aussi un rôle de porte-parole entre le peuple et les gouvernants, usant du charme de leur musique et de leur verbe pour faire savoir ce qui est difficile à dire.
Répartis entre la Guinée, le Mali, le nord de la Côte d'Ivoire, l'est du Sénégal et la Gambie, la plupart des griots mandingues partagent une même tradition de chants déclamatoires et l'usage de certains instruments emblématiques dont la kora, le balafon, le n'goni et le djembé. Depuis les années 1970, certains musiciens introduisent des instruments occidentaux pour populariser et actualiser cette musique en milieu urbain et ont ainsi contribué à la faire connaitre au-delà de ses frontières.

## Musiciens
Parmi les musiciens les plus célèbres on trouve :
- Burkina Faso : Seydou « Kanazoé » Diabaté (Burkina Faso et France[6] ; a formé le groupe groupe franco-burkinabé Kanazoé Orkestra possédant notamment des influences jazz[6]), Awa Sissao, et Amity Méria.

- Côte d'Ivoire : Mohamed Diaby, Madjene Fitini, Affou Kéïta, Aïcha Koné, Koumba Kouyaté, Nah Kouyaté, et Mawa Traoré. Le groupe Les Go de Kotéba se rattache également à la musique mandingue avec des apports funk, jazz, soul, rhythm and blues, blues, pop et disco[7].

- Guinée : Azaya, Bembeya Jazz, Mousto Camara[8], Sayon Camara, Djanka Diabaté, Ibro Diabaté, Sékouba Bambino Diabaté, Kouyaté Sory Kandia, Kerfala Kanté, Mory Kanté, Mamady Keïta, Kandia Kora, Fodé Kouyaté, et Seydou Sow.

- Mali : Bako Dagnon, Abdoulaye Diabaté, Kassé Mady Diabaté, Sidiki Diabaté, Toumani Diabaté, Salif Keïta, Amy Koita, Habib Koité, Kandia (ou Kandja) Kouyaté, Kanté Manfila, Rokia Traore, et Djelimady Tounkara.